# Torre Gasol
La Torre Gasol és una torre romànica del poble de Vilamolat de Mur, en l'antic terme de Mur, actualment pertanyent al municipi de Castell de Mur, del Pallars Jussà.